# رينيه بومونت
رينيه بومونت (بالفرنسية: René Beaumont) هو سياسي فرنسي، ولد في 29 فبراير 1940 في ليون في فرنسا. حزبياً، نشط في الاتحاد من أجل حركة شعبية والاتحاد من أجل الديمقراطية الفرنسية.

## مناصب
- انتخب عضو مجلس الشيوخ الفرنسي.
- انتخب رئيس بلدية [الإنجليزية]‏ Varennes-Saint-Sauveur [الإنجليزية]‏ (1970 – 18 مارس 2001).
- انتخب نائب فرنسي.
- انتخب نائب برلماني [الإنجليزية]‏ (1988 – 1997).